# Monte Abellio (Alpi Liguri)
Il monte Abellio è un rilevo delle Alpi Liguri alto 1.016 m s.l.m..

## Descrizione
La montagna appartiene alle Alpi Liguri ed è collocata nei sullo spartiacque tra val Roia e val Nervia. La sua prominenza topografica è di 141 metri. Il colle Saviglione (889 m) lo separa dal Monte Colombin.

## Tutela naturalistica
Il monte Abellio ricade nell'omonimo sito di interesse comunitario istituito dalla  Regione Liguria.